# Панцерники класу «Радецький»
Панцерники класу «Радецький» (нім. Radetzky-Klasse) належали до Цісарсько-королівських військово-морських сил Австро-Угорщини. Поміж 1907—1910 роками на верфі Стабіліменто Техніко (Stabilimento Tecnico Triestino) у Трієсті було збудовано три кораблі цього класу — «Радецький», «Зріні», «Ерцгерцог Франц Фердинанд», що увійшли до складу флоту поміж червнем 1910 і вереснем 1911 року. Це була остання серія ескадренних панцерників Австро-Угорщини, що належали до найпотужніших кораблів такого типу у світі, але морально застарілих через появу дредноутів, що характеризувались численною артилерією головного калібру за відсутності артилерії середнього калібру. Складали 2-й дивізіон 1-ї ескадри флоту. Три панцерники були названі відповідно на честь фельдмаршала XIX ст. Йозефа Радецького, наступника престолу, ерцгерцога Франца Фердинанда і роду банів Хорватії Зріні.
Вони взяли обмежену участь у Першій світовій війні при обстрілі узбережжя Італії, бою в протоці Отранто. Після завершення війни перейшли до Королівства Югославії. Для захисту від атак італійського флоту два кораблі перейшли під опіку флоту США. За Сен-Жерменським мирним договором усі кораблі цього класу передали Італії. Панцерники «Радецький», «Зріньї» продали на металобрухт 1920 року, а «Ерцгерцог Франц Фердинанд» 1926 року.

## Посилання

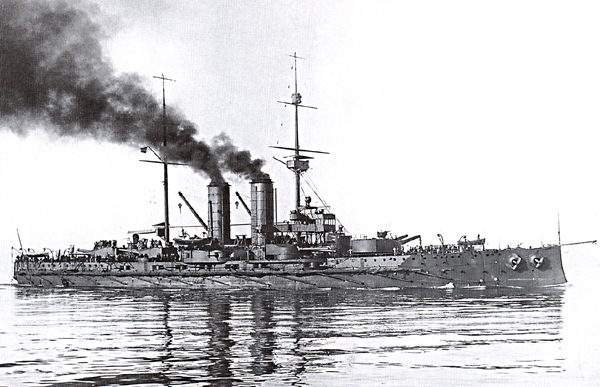
Радецький

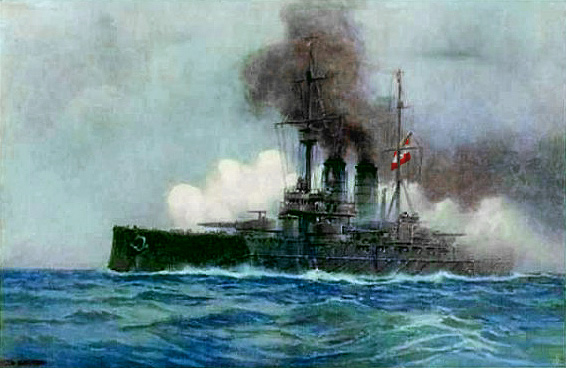
Ерцгерцог Франц Фердинанд

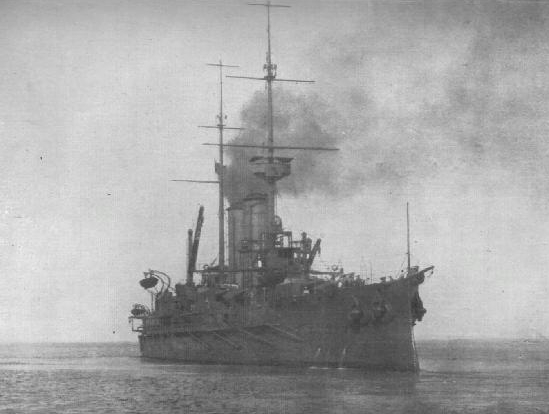
Зріні